# Oxetacaine
Oxetacaine (INN, còn được gọi là oxethazaine) là một thuốc gây tê cục bộ mạnh. Nó được dùng bằng đường uống (thường kết hợp với thuốc kháng axit) để giảm đau liên quan đến bệnh loét dạ dày hoặc viêm thực quản. Nó cũng được sử dụng tại chỗ trong quản lý đau trĩ. Các chế phẩm oxetacaine uống có sẵn ở một số quốc gia, bao gồm Ấn Độ, Nam Phi, Nhật Bản và Brazil, nhưng không phải Hoa Kỳ.
Không giống như hầu hết các thuốc gây tê cục bộ, oxetacaine không bị phân hủy trong điều kiện axit mạnh.